# Union Street Demo
Tercer Demo de la banda inglesa llamada Radiohead, en ese entonces llamada On A Friday, en honor al único día de la semana en que todos los miembros de la banda podían juntarse a ensayar para la banda.
Básicamente contiene los mismos temas que el demo anterior, a excepción de la canción "Tell Me Bitch"
Algunos nombres sufrieron modificaciones, y las duraciones de algunos tracks son distintas, por lo que se presume que sufrieron modificaciones a la cinta anterior, ya que no suenan como grabaciones nuevas de los mismos temas. El orden de los temas también es distinto.

## Lista de canciones
1. 01. Keep Strong (3.28)
2. 02. Somebody Else (2.48) (previamente "Somebody")
3. 03. I Want To Know (4.27) (previamente "Burning Bush")
4. 04. I'm Coming Up (3.53) (previamente "Climbing Up A Bloody Great Hill")
5. 05. Jerusalem (5.13) (previamente "Mr. B")
6. 06. What Is That You Say? (4.05) (previamente "What Is That You See?")
7. 07. Something To Hate (1.14) (previamente "Everybody Needs Something To Hate")
8. 08. I Can't (2.40) (previamente "Upside Down")
9. 09. Without You (3.41) (previamente "Shindig")
10. 10. Give It Up (3.05)
11. 11. How Can You Be Sure? (3.45)
12. 12. Everbody Lies Through Their Teeth (1.24) (previamente "Life With A The Big F")
13. 13. Rattlesnake In The Big City (6.32) (previamente "Rattlesnake")
14. 14. The New Generation (3.48) (previamente "New Generation")

- Datos: Q6156270